# アレグリア (アルバム)
『アレグリア』（Alegría）は、ウェイン・ショーターが2003年に発表したスタジオ・アルバム。

## 背景
前作『フットプリンツ〜ベスト・ライヴ!』（2002年）でリズム・セクションを務めたダニーロ・ペレス、ジョン・パティトゥッチ、ブライアン・ブレイドに加えて、ブラッド・メルドー、テリ・リン・キャリントン、アレックス・アクーニャも参加し、更に多数の管楽器奏者のアンサンブルも導入された。収録曲の一部はショーターが1960年代に作った曲の再演で、「アンゴラ」は1965年録音のリーダー・アルバム『ザ・スースセイヤー』、「オービッツ」はマイルス・デイヴィス名義のアルバム『マイルス・スマイルズ』（1966年録音）が初出であり、「カプリコーンII」はデイヴィスのアルバム『ウォーター・ベイビーズ』（1967 - 1968年録音）に提供した曲の改作である。「シー・ムーヴズ・スルー・ザ・フェア」はアイルランド民謡の翻案で、ショーターはシャルロット・チャーチの歌唱を気に入って、自分でも演奏することにしたという。

## 反響・評価
アメリカでは『ビルボード』のジャズ・アルバム・チャートで6位に達し、第46回グラミー賞では本作が最優秀ジャズ・インストゥルメンタル・アルバム賞、収録曲「サカジャウィー」が最優秀インストゥルメンタル作曲賞を受賞した。また、フランスでは合計3週にわたって総合アルバム・チャートのトップ200入りを果たし、最高127位を記録した。
Richard S. Ginellはオールミュージックにおいて5点満点中4点を付け「『フットプリンツ〜ベスト・ライヴ!』と同様、ショーターが比較的若い頃に作った古い曲を再演しているが、全く同じ手法の演奏ではない」と評している。

## 収録曲
特記なき楽曲はウェイン・ショーター作。
1. サカジャウィー - "Sacajawea" - 7:40
2. セレナータ - "Serenata" (Leroy Anderson) - 6:09
3. ヴェンディエンド・アレグリア - "Vendiendo Alegría" (Milka Himel, Joso Špralja) - 7:03
4. ブラジル風バッハ第5番 - "Bachianas Brasileiras No. 5" (Heitor Villa-Lobos) - 6:00
5. アンゴラ - "Angola" - 5:28
6. インタールード - "Interlude" - 1:49
7. シー・ムーヴズ・スルー・ザ・フェア - "She Moves Through the Fair" (Traditional) - 4:39
8. オービッツ - "Orbits" - 6:09
9. 12thセンチュリー・キャロル - "12th Century Carol" (Anonymous) - 6:04
10. カプリコーンII - "Capricorn II" - 6:00

## 参加ミュージシャン
- ウェイン・ショーター - サクソフォーン（ソプラノ、テナー）
- ダニーロ・ペレス（英語版） - ピアノ(on #1, #3, #7, #9, #10)
- ブラッド・メルドー - ピアノ(on #2, #5, #8)
- ジョン・パティトゥッチ - ダブル・ベース(#6を除く全曲)
- ブライアン・ブレイド - ドラムス(on #1, #2, #6, #7, #8, #10)
- テリ・リン・キャリントン - ドラムス(on #3, #5, #9)
- アレックス・アクーニャ - パーカッション(on #3, #4, #5, #9)
- ポール・ダンケル - フルート(on #2, #3, #8)
- スティーヴン・テイラー - オーボエ(on #2, #8)、イングリッシュホルン(on #2)
- フランク・モレリ - バスーン(on #2, #8)
- チャールズ・カーティス - チェロ(on #2, #4, #8)
- アレン・ブラスティン - クラリネット、バスクラリネット(on #2, #3, #8)
- クリス・ポッター - バスクラリネット、テナー・サクソフォーン(on #5)
- ルー・ソロフ - トランペット(on #3, #9)
- クリス・ゲッカー - トランペット(on #3, #9)
- ジェレミー・ペルト - トランペット(on #5)
- ジム・ピュー - トロンボーン(on #3, #5)
- ブルース・エイデム - トロンボーン(on #3, #9)
- パポ・ヴァスケス - トロンボーン(on #3)
- スティーヴ・デイヴィス - トロンボーン(on #5)
- マイケル・ボッシェン - トロンボーン(on #9)
- ジョン・クラーク - ホルン(on #3, #9)、アルトホルン(on #9)
- スチュワート・ローズ - ホルン(on #3, #9)
- マーカス・ロハス - チューバ(on #9)